# Beatrice a Castiliei (1293–1359)
Beatrice a Castiliei sau Beatriz (n. 8 martie 1293, Toro, Coroana Castiliei – d. 25 octombrie 1359, Lisabona, Regatul Portugaliei), a fost Infantă a Castiliei, fiica regelui Sancho al IV-lea și a reginei María de Molina. Ea a fost regină consort a Portugaliei din 1325, când soțul ei, Infantele Afonso și-a succedat tatăl, regele Denis al Portugaliei, până la moartea lui, la 28 mai 1357.

## Biografie
Fiica regelui Sancho al IV-lea și a reginei María de Molina, Infanta Beatrice a avut șase frați, inclusiv pe viitorul rege Ferdinand al IV-lea al Castiliei și pe viitoarea regină Isabella, soția regelui Iacob al II-lea de Aragon.
La 13 septembrie 1297, când Beatrice avea numai patru ani, s-a semnat tratatul bilateral, cunoscut ca Tratatul de la Alcañices, între Castilia și Portugalia, care a pus capăt ostilităților dintre cele două regate și care a stabilit granițele definitive. Tratatul a fost semnat de regina María de Molina ca regentă a Castiliei în numele fiului ei minor Ferdinand al IV-lea, și regele Denis al Portugaliei. Pentru a reintroduce pacea, tratatul includea cauze de căsătorie între regele Ferdinand și Constance a Portugaliei și între Beatrice și fratele Constancei, Afonso.
Beatrice a abandonat Castilia în același an și s-a mutat în regatul vecin unde a crescut la curtea regelui Denis împreună cu viitorul ei soț, Infantele Afonso, care la vremea aceea avea șase ani. Viitorul ei socru "moștenise de la bunicul său, Alfonso al X-lea al Castiliei, iubirea pentru literatură, poezia portugheză și arta trubadurilor" iar Beatrice a crescut în acest mediu rafinat. Doi dintre fiii nelegitimi ai regelui, ambii figuri importante în panorama culturală a regatului se aflau la curte: Pedro Afonso, conte de Barcelos, poet și trubadur, autor a Crónica Geral de Espanha și Livro de Linhagens, și, Afonso Sanches de Albuquerque, fiul favorit al regelui Denis și un celebru trubadur.

### Căsătorie și copii
Căsătoria a fost celebrată la Lisabona la 12 septembrie 1309.  Înainte ca nunta să aibă loc a fost nevoie de o dispensă papală deoarece Afonso era strănepot al regelui Alfonso al X-lea al Castiliei prin fiica lui nelegitimă, Beatrice, și Beatrice logodnica lui Afonso era nepoata aceluiași rege. În 1301, Papa Bonifaciu al VIII-lea a autorizat căsătoria, dar cum mirii erau încă minori, nunta a fost amânată până în 1309 când Afonso avea 18 ani iar Beatrice 16.
Mariajul a fost unul fericit și fertil. Patru dintre cei șapte copii au murit în copilărie.
- Maria (1313 – 18 ianuarie 1357),[2][15][2] a fost soția regelui Alfonso al XI-lea al Castiliei[16] și mama viitorului rege Petru I al Castiliei. Din cauza relației soțului ei cu metresa Leonor de Guzmán "a fost o uniune nefericită din start, contribuind la înrăutățirea relației dintre cele două regate".[17]
- Afonso (1315[18] – 1317), moștenitor al tronului decedat la doi ani.[2][16]
- Denis (12 februarie 1317 - iunie 1317), moștenitor al tronului a decedat la câteva luni după naștere.[2]
- Petru (8 aprilie 1320 – 18 ianuarie 1367), și-a succedat tatăl ca rege al Portugaliei. Când soția lui Constance a murit în 1345, Beatrice a preluat educația celor doi nepoți orfani, infanta Maria și infantele Ferdinand, care mai târziu a devenit Ferdinand I al Portugaliei.
- Isabel (21 decembrie 1324 – 11 iulie 1326)
- João (23 septembrie 1326 – 21 iunie 1327)
- Eleanor (1328 – 1348), născută în același an cu nunta surorii sale Maria; Eleanor s-a căsătorit cu regele Petru al IV-lea de Aragon în noiembrie 1347 la Barcelona[19] și a murit la un an după căsătorie, de ciumă.[20][21][16]

### O regină reconciliantă
La fel ca soacra ei, Elisabeta de Aragon, care a crescut-o când era copil, în timpul căsătoriei sale Beatrice a jucat un rol important în afacerile regatului. Ea a fost "prima regină născută în străinătate, care s-a adaptat perfect la limba și obiceiurile din Portugalia, și care i-au facilitat rolul de mediator al conflictelor". Și-a susținut discret soțul când acesta s-a confruntat cu tatăl său pe seama fratelui vitreg, Afonso Sanches. În 1325 după decesul regelui Denis, Afonso, "care nu a uitat vechile sentimente de ură", a cerut să fie aclamat rege de curte  și a fost responsabil pentru uciderea fratelui său vitreg João Afonso și pentru exilul celuilalt mare rival, alt frate vitreg, Afonso Sanches.
Când soțul și ginerele ei, regele Alfonso al XI-lea al Castiliei, au luptat în războiul care a avut loc în perioada 1336-1339, Beatrice a trecut granița și a mers la Badajoz să se întâlnească cu regele castilian pentru a încerca să ajungă la un acord care să aducă pace ambelor regate; cu toate eforturile sale s-au dovedit a fi zadarnice. Ea și-a trimis ambasadorii în 1338 la curtea regelui Alfonso al IV-lea de Aragon pentru a consolida alianța dintre cele două regate, alianță slăbită atunci când fiul său, viitorul rege Petru I a refuzat să se căsătorească cu Blanche, nepoata regelui aragonez din cauza doveditei ei "slăbiciuni mentală (...) și a incapacității de a se căsători". Regina Beatrice și arhiepiscopul de Braga au acționat ca mediatori în această ceartă, care a durat aproape un an și reprezinta amenințarea unui alt război civil în Regatul Portugaliei după asasinarea lui Inés de Castro. În 1355 s-a ajuns la un acord.